# Seraina Piubel
Seraina Séverin Piubel (Wettingen, 2 giugno 2000) è una calciatrice svizzera, centrocampista del West Ham e della nazionale svizzera.

## Carriera

### Club
Seraina Piubel ha iniziato a giocare a calcio nelle selezioni giovanili del FC Fislisbach, per poi entrare a far parte del programma Footeco del Fussballclub Zürich. Nella stagione 2015-16 ha giocato nel Red Star Zurigo, per poi tornare al FC Zurigo. Fino ai 15 anni ha giocato in squadre giovanili miste, entrando successivamente nella squadra giovanile dello Zurigo.
All'inizio della stagione 2016-17 ha esordito nella massima serie del campionato svizzero, venendo anche impiegata nel turno di qualificazione dell'UEFA Women's Champions League, segnando una rete nella vittoria per 3-0 dello Zurigo sulla squadra albanese del Vllaznia. Nelle stagioni successive ha giocato con sempre più regolarità in prima squadra, divenendone una delle giocatrici stabilmente schierate titolari. Sia nel gennaio 2022 che nel gennaio 2023 è stata inserita tra le tre candidate al premio di miglior giocatrice della Women's Super League, senza però venire premiata.

### Nazionale
Seraina Piubel ha fatto parte delle selezioni giovanili della Svizzera sin dall'under 16. È stata inserita tra le convocate per la fase finale del campionato europeo under 19 del 2018.
Ha fatto il suo esordio nella nazionale maggiore il 26 ottobre 2021 nel corso della partita vinta per 5-0 sulla Croazia e valida per le qualificazioni al campionato mondiale 2023. A inizio luglio 2023 è stata inserita dalla selezionatrice Inka Grings nella rosa delle 23 giocatrici convocate per la fase finale del campionato mondiale 2023. Schierata titolare nella prima partita della rassegna iridata, ha realizzato la rete del 2-0, punteggio col quale la Svizzera ha battuto le Filippine.

## Statistiche

### Cronologia presenze e reti in nazionale
| Cronologia completa delle presenze e delle reti in nazionale ― Svizzera | Cronologia completa delle presenze e delle reti in nazionale ― Svizzera | Cronologia completa delle presenze e delle reti in nazionale ― Svizzera | Cronologia completa delle presenze e delle reti in nazionale ― Svizzera | Cronologia completa delle presenze e delle reti in nazionale ― Svizzera | Cronologia completa delle presenze e delle reti in nazionale ― Svizzera | Cronologia completa delle presenze e delle reti in nazionale ― Svizzera | Cronologia completa delle presenze e delle reti in nazionale ― Svizzera |
| Data                                                                    | Città                                                                   | In casa                                                                 | Risultato                                                               | Ospiti                                                                  | Competizione                                                            | Reti                                                                    | Note                                                                    |
| ----------------------------------------------------------------------- | ----------------------------------------------------------------------- | ----------------------------------------------------------------------- | ----------------------------------------------------------------------- | ----------------------------------------------------------------------- | ----------------------------------------------------------------------- | ----------------------------------------------------------------------- | ----------------------------------------------------------------------- |
| 26-10-2021                                                              | Zurigo                                                                  | Svizzera                                                                | 5 – 0                                                                   | Croazia                                                                 | Qual. Mondiali 2023                                                     | -                                                                       | 88’                                                                     |
| 17-2-2023                                                               | Algeciras                                                               | Polonia                                                                 | 0 – 0                                                                   | Svizzera                                                                | Amichevole                                                              | -                                                                       | 62’                                                                     |
| 21-2-2023                                                               | San Pedro Alcántara                                                     | Svizzera                                                                | 1 – 1                                                                   | Polonia                                                                 | Amichevole                                                              | -                                                                       |                                                                         |
| 6-4-2023                                                                | Lucerna                                                                 | Svizzera                                                                | 0 – 0                                                                   | Cina                                                                    | Amichevole                                                              | -                                                                       | 63’                                                                     |
| 11-4-2023                                                               | Zurigo                                                                  | Svizzera                                                                | 1 – 2                                                                   | Islanda                                                                 | Amichevole                                                              | 1                                                                       |                                                                         |
| 30-6-2023                                                               | Bienne                                                                  | Svizzera                                                                | 3 – 3                                                                   | Zambia                                                                  | Amichevole                                                              | 1                                                                       | 46’                                                                     |
| 5-7-2023                                                                | Winterthur                                                              | Svizzera                                                                | 0 – 0                                                                   | Marocco                                                                 | Amichevole                                                              | -                                                                       |                                                                         |
| 21-7-2023                                                               | Dunedin                                                                 | Filippine                                                               | 0 – 2                                                                   | Svizzera                                                                | Mondiali 2023 - Fase a gironi                                           | 1                                                                       | 90’                                                                     |
| 25-7-2023                                                               | Hamilton                                                                | Svizzera                                                                | 0 – 0                                                                   | Norvegia                                                                | Mondiali 2023 - Fase a gironi                                           | -                                                                       | 88’                                                                     |
| 30-7-2023                                                               | Dunedin                                                                 | Svizzera                                                                | 0 – 0                                                                   | Nuova Zelanda                                                           | Mondiali 2023 - Fase a gironi                                           | -                                                                       | 85’                                                                     |
| 5-8-2023                                                                | Auckland                                                                | Svizzera                                                                | 1 – 5                                                                   | Spagna                                                                  | Mondiali 2023 - Ottavi di finale                                        | -                                                                       | 75’                                                                     |
| 22-9-2023                                                               | San Gallo                                                               | Svizzera                                                                | 0 – 1                                                                   | Italia                                                                  | UEFA Women's Nations League 2023-2024 - Fase a gironi                   | -                                                                       | 80’                                                                     |
| 26-9-2023                                                               | Cordova                                                                 | Spagna                                                                  | 5 – 0                                                                   | Svizzera                                                                | UEFA Women's Nations League 2023-2024 - 1º turno                        | -                                                                       | 46’                                                                     |
| 27-10-2023                                                              | Goteborg                                                                | Svezia                                                                  | 1 – 0                                                                   | Svizzera                                                                | UEFA Women's Nations League 2023-2024 - 1º turno                        | -                                                                       | 46’                                                                     |
| 31-10-2023                                                              | Zurigo                                                                  | Svizzera                                                                | 1 – 7                                                                   | Spagna                                                                  | UEFA Women's Nations League 2023-2024 - 1º turno                        | -                                                                       |                                                                         |
| 1-12-2023                                                               | Lucerna                                                                 | Svizzera                                                                | 1 – 0                                                                   | Svezia                                                                  | UEFA Women's Nations League 2023-2024 - 1º turno                        | -                                                                       | 89’                                                                     |
| 27-2-2024                                                               | San Pedro Alcántara                                                     | Svizzera                                                                | 0 – 1                                                                   | Polonia                                                                 | Amichevole                                                              | -                                                                       | 25’ 46’                                                                 |
| 9-4-2024                                                                | Baku                                                                    | Azerbaigian                                                             | 0 – 4                                                                   | Svizzera                                                                | Qual. Euro 2025                                                         | -                                                                       | 46’                                                                     |
| 31-5-2024                                                               | Bienne                                                                  | Svizzera                                                                | 2 – 1                                                                   | Ungheria                                                                | Qual. Euro 2025                                                         | -                                                                       | 86’                                                                     |
| 4-6-2024                                                                | Budapest                                                                | Ungheria                                                                | 1 – 0                                                                   | Svizzera                                                                | Qual. Euro 2025                                                         | -                                                                       | 46’                                                                     |
| 29-11-2024                                                              | Letzigrund                                                              | Svizzera                                                                | 0 – 6                                                                   | Germania                                                                | Amichevole                                                              | -                                                                       | 46’                                                                     |
| 25-2-2025                                                               | Stavanger                                                               | Norvegia                                                                | 2 – 1                                                                   | Svizzera                                                                | UEFA Women's Nations League 2025 - 1° turno                             | -                                                                       | 61’                                                                     |
| 4-4-2025                                                                | San Gallo                                                               | Svizzera                                                                | 0 – 2                                                                   | Francia                                                                 | UEFA Women's Nations League 2025 - 1° turno                             | -                                                                       | 46’                                                                     |
| 8-4-2025                                                                | Reykjavik                                                               | Islanda                                                                 | 3 – 3                                                                   | Svizzera                                                                | UEFA Women's Nations League 2025 - 1° turno                             | -                                                                       | 46’                                                                     |
| 30-5-2025                                                               | Tomblaine                                                               | Francia                                                                 | 4 – 0                                                                   | Svizzera                                                                | UEFA Women's Nations League 2025 - 1º turno                             | -                                                                       | 46’                                                                     |
| Totale                                                                  |                                                                         | Presenze                                                                | 25                                                                      |                                                                         | Reti                                                                    | 3                                                                       |                                                                         |

## Palmarès

### Club
- Campionato svizzero: 4

Zurigo: 2017-2018, 2018-2019, 2021-2022, 2022-2023
- Coppa Svizzera: 3

Zurigo: 2017-2018, 2018-2019, 2021-2022